# Oumé (underprefektur)
Oumé är en underprefektur i Elfenbenskusten. Den ligger i departementet med samma namn, i den centrala delen av landet, 50 km sydväst om huvudstaden Yamoussoukro.